# Xanthorhoe semifasciata
Xanthorhoe semifasciata är en fjärilsart som beskrevs av Friedrich von Huene 1901. Xanthorhoe semifasciata ingår i släktet Xanthorhoe och familjen mätare. Inga underarter finns listade i Catalogue of Life.